# David Bamber
David James Bamber (Walkden, 19 settembre 1954) è un attore britannico, che lavora in campo cinematografico, televisivo e teatrale.

## Biografia
Nato a Walkden, presso Manchester, studia recitazione presso l'Università di Bristol ed entra a far parte della RADA (Royal Academy of Dramatic Art), con sede a Bloomsbury (Londra). Ha lavorato in un numerosi programmi televisivi, miniserie e film TV britannici; il suo debutto nel cinema avviene nel film Privates on Parade (1982), adattamento cinematografico di una commedia teatrale di Peter Nicholas. In seguito compare in varie miniserie, tra le quali The Buddha of Suburbia, adattamento di Hanif Kureishi e Orgoglio e pregiudizio di Jane Austen, in cui impersona Mr Collins. Nel 1997 interpreta Eric Slatt nelle due serie televisive di Steven Moffat, intitolate Chalk, e contribuisce alla creazione dell'audio per l'uscita del DVD nel 2008. 
Il ruolo che lo ha portato alla notorietà a livello internazionale, tuttavia, è stato quello di Marco Tullio Cicerone nella serie televisiva Roma.
Bamber è anche un ottimo attore di teatro e proprio grazie alla sua interpretazione nella commedia My Night with Reg ha ottenuto nel 1995 il Laurence Olivier Award for Best Actor; si è cimentato anche nel doppiaggio: ha esordito in questo campo doppiando il personaggio di Costantino I in una puntata della serie televisiva Doctor Who e quello di Jeremy Longstaff nella serie The Way We Live Right Now, proposta alla radio nel 2008.
Sempre nel 2008 ha preso parte al film Operazione Valchiria di Bryan Singer, interpretando il ruolo di Adolf Hitler.

## Vita privata
Nel luglio 1982 ha sposato l'attrice Julia Swift, figlia dell'attore David Swift, dalla quale ha avuto due figli: Theo (nato nel 1991) ed Ethan (nato nel 1998). La famiglia vive attualmente nel North London.

## Filmografia parziale

### Cinema
- Privates on Parade, regia di Michael Blakemore (1982)
- Belle speranze (High Hopes), regia di Mike Leigh (1988)
- Dakota Road, regia di Nick Ward (1992)
- L'anno della cometa (Year of the Comet), regia di Peter Yates (1992)
- Gangs of New York, regia di Martin Scorsese (2002)
- The Bourne Identity, regia di Doug Liman (2002)
- Il profumo delle campanule (I Capture the Castle), regia di Tim Fywell (2003)
- The Clap, regia di Geoff Lindsey (2005)
- Miss Potter, regia di Chris Noonan (2006)
- The All Together, regia di Gavin Claxton ([2007)
- Operazione Valchiria (Valkyrie), regia di Bryan Singer (2008)
- Il discorso del re (The King's Speech), regia di Tom Hooper (2010)
- Borg McEnroe, regia di Janus Metz Pedersen (2017)
- Peterloo, regia di Mike Leigh (2018)
- Enola Holmes, regia di Harry Bradbeer (2020)

### Televisione
- Poirot (Agatha Christie's Poirot) – serie TV, episodio 3x07 (1991)
- Orgoglio e pregiudizio (Pride and Prejudice) – miniserie TV, 5 puntate (1995)
- Roma (Rome) – serie TV, 15 episodi (2005-2007)
- L'ispettore Barnaby (Midsomer Murders) – serie TV, episodi 9x02-12x02-18x04 (2006-2016)
- I Borgia (The Borgias) – serie TV, 2 episodi (2011)
- The Hollow Crown – miniserie TV, una puntata (2012)
- What Remains – miniserie TV, 4 puntate (2013)
- Doctor Who – serie TV, episodio 8x08 (2014)
- Padre Brown (Father Brown) – serie TV, episodio 3x02 (2015)
- Delitti in Paradiso (Death in Paradise) – serie TV, episodio 4x03 (2015)
- Victoria – serie TV, 2 episodi (2016)
- I Medici (Medici: Masters of Florence) – serie TV, episodi 1x06-1x07-1x08 (2016)
- Gunpowder – miniserie TV, 3 puntate (2017)
- A Very English Scandal – miniserie TV, 3 puntate (2018)
- Trust – serie TV, 5 episodi (2018)
- Grantchester – serie TV, episodio 5x02 (2020)
- L'ispettore Dalgliesh (Dalgliesh) – serie TV, episodi 2x03-2x04 (2023)
- The Regime - Il palazzo del potere (The Regime), regia di Stephen Frears e Jessica Hobbs – miniserie TV, 5 puntate (2024)

## Doppiatori italiani
Nelle versioni in italiano delle opere in cui ha recitato, David Bamber è stato doppiato da:
- Ennio Coltorti ne I Medici, A Very English Scandal
- Massimo Lodolo in Roma
- Franco Mannella in Borg McEnroe
- Ambrogio Colombo in The Regime - Il palazzo del potere